# 劉洪
劉 洪（りゅう こう、140年? - 206年）は、中国後漢時代の天文学者。字は元卓。漢の宗室で、乾象暦を編纂したことで知られる。

## 略歴
泰山郡蒙陰県（現在の山東省臨沂市蒙陰県）出身。前漢の魯王劉余の末裔として生まれた。
信篤くして学問を好み、儒学の基本教養である六芸や様々な書物について精通しており、天文学や数学知識によって物事の深淵を探求したと伝わる。
初めは校尉となっていたが、延熹年間、桓帝に徴召されて太史の職に就き、官を遷って郎中となる。しばらくして常山国の長史となるも、父の喪に服すためにいったん官を辞した。
後に上計掾に選出され、郎中を拝し、謁者、穀城門候、会稽東部都尉などを歴任する。会稽から中央に徴されるが、京師に着かないうちに山陽太守に任ぜられ、そして曲城侯の相に遷り、在職中に逝去した。ただし、『続漢書』律暦志注袁山松『後漢書』には曲城侯の相になった事実は記載されているものの、山陽太守の時に逝去したと記されているため、経歴の錯簡がある可能性が高い。
また、『博物記』によると、彼が曲城侯の相となっていたとき、その政治や礼教は清らかで均しく、官僚や民は彼を畏敬しつつも愛したと伝わり、彼は七曜術と乾象暦を作ったが、このうち乾象暦は中国の暦法の一つである定朔法に繋がる重要な発明となった。ゆえに後世には、算聖とも崇拝された。
また、蔡邕とともに東観で『漢書』律暦志の補完作業にもあたっている。

## 乾象暦
劉洪は、乾象暦の作成にあたり、月の公転運動の不均等性を考慮した。近点月の長さを27.55336日と測定し、白道と黄道に約6度のずれがあることを発見した。これは後に呉の暦法として使われ、呉の闞沢が『乾象暦注』を著して誤差を修正し、呉の滅亡に至るまで用いられることとなった。